# Eelt

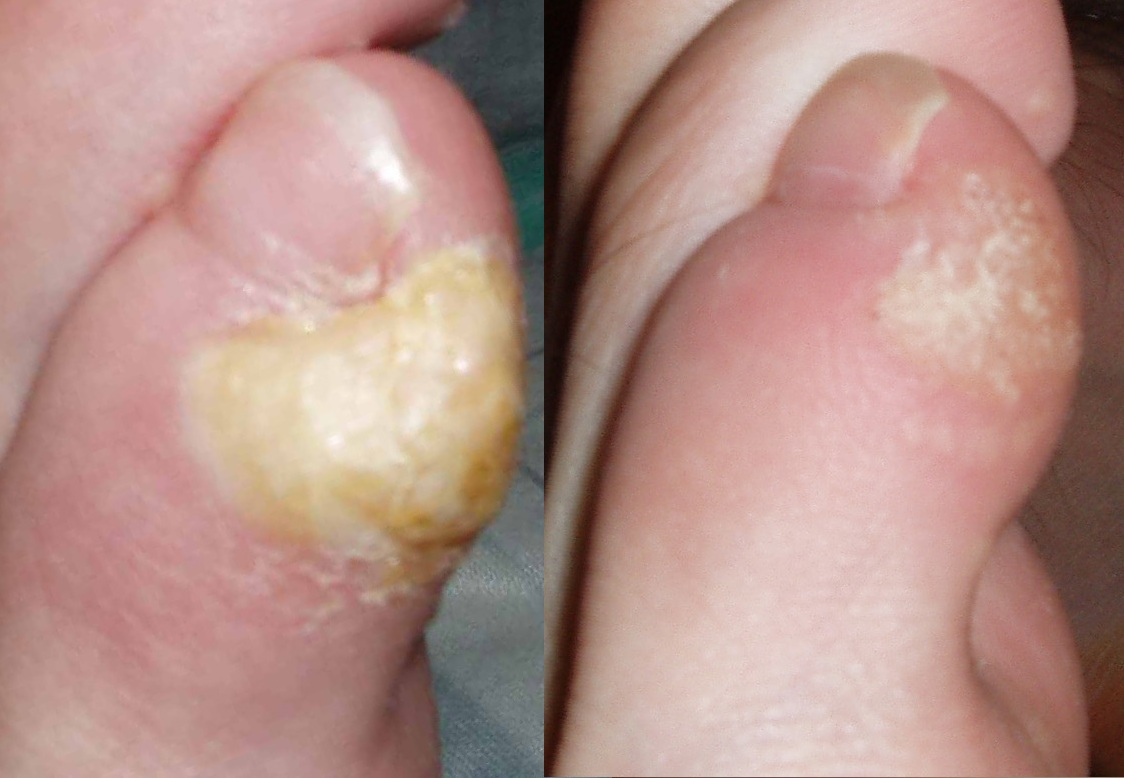
Voorbeelden van eelt op kleine tenen

Eelt is plaatselijke verdikking van de opperhuid, die ontstaat op plekken waar de huid wordt blootgesteld aan wrijving en/of druk. Door het wrijven van de opperhuid over een oppervlak wordt die ruwer en hard. Eelt is een beschermlaagje dat voorkomt dat de opperhuid beschadigd raakt. Een ander resultaat van wrijving of langdurige druk op de huid is een blaar.

## Oorzaak
Eelt ontstaat het meest onder de voet. Echter, mensen die veel met hun handen werken krijgen eelt op de handen, bijvoorbeeld in de bouw, bij reparatie van auto's of fietsen, of in een traditioneel beroep als rietsnijder. Ook musici kunnen eelt op de handen krijgen, dit komt voor bij bijvoorbeeld mensen die een strijkinstrument bespelen. Musici zoals gitaristen kunnen een verdikte huid(laag) ontwikkelen op hun vingertoppen vanwege de druk die de vingertoppen op de snaren moeten zetten. Deze eeltlaag is echter meestal gewenst vanwege de pijn door de druk op de vingertoppen die kan optreden tijdens langdurig spelen. Mensen die veel met een pen schrijven krijgen soms eelt op de wijsvinger of op de middelvinger.
Eelt kan ook ontstaan door druk en/of wrijving, verandering van temperatuur, hitte, veranderde samenstelling van zweet en ziekten.
Het ontstaan van eelt kan ook erfelijk zijn. De vorming van eelt hangt namelijk ook af van de stand van de botten. Als bepaalde botten meer werk moeten doen, ontstaat er een dikkere huidlaag.

## Behandeling
Eelt kan men verwijderen door een eeltrasp te gebruiken, zo voorkomt men uitslag of uitbarsting van eelt. De pedicure kan eelt en kloven wegsnijden, dan wordt het vakkundig weggehaald. 
Ook kan een podotherapeut of podoloog door middel van podotherapeutische hulpmiddelen zorgen voor een betere drukverdeling om op deze manier eelt te verminderen / voorkomen.